# Alan symphony 2010
“alan symphony 2010”是中国藏族歌手阿兰·达瓦卓玛（alan）在日本举行的第二次演唱会。

## 概况
2010年3月26日，avex公司公布了alan第二次演唱会的消息
，随后在4月19日公布了此次演唱会的标题为“alan symphony 2010”，意为“alan×音乐的交响乐演唱会”。

## 演唱会场次

### 大阪
- 日期：2010年7月16日（周五）
- 会场：大阪 NHK Hall

### 东京
- 日期：2010年7月23日（周五）
- 会场：Bunkamura Orchard Hall

- 日期：2010年7月24日（周六）
- 会场：[1]

## 演唱曲目
1. 我的月光（中文歌曲）
2. 青藏高原（中文歌曲）
3. My Heart Will Go On（英文歌曲）
4. my life
5. Diamond
6. Swear
7. 名もなき种（初披露新曲）